# Karl Menger
Pour les articles homonymes, voir Menger.
Karl Menger (Vienne, Autriche, 13 janvier 1902 - Highland Park, Illinois, États-Unis, 5 octobre 1985) est un mathématicien ayant travaillé dans le domaine de la géométrie (courbes, dimension), avec des contributions à la théorie des jeux et aux sciences sociales. On lui doit notamment l’éponge de Menger, et le théorème de Menger en théorie des graphes. 

## Biographie
Karl Menger est l’élève du mathématicien autrichien Hans Hahn à l’université de Vienne, où il soutient sa thèse en 1924,.
Membre du Cercle de Vienne et professeur de l’Université de Vienne de 1927 à 1936, il quitte en 1937 l’Autriche pour les États-Unis, où il devient professeur à l'université Notre-Dame, puis à l’Illinois Institute of Technology.

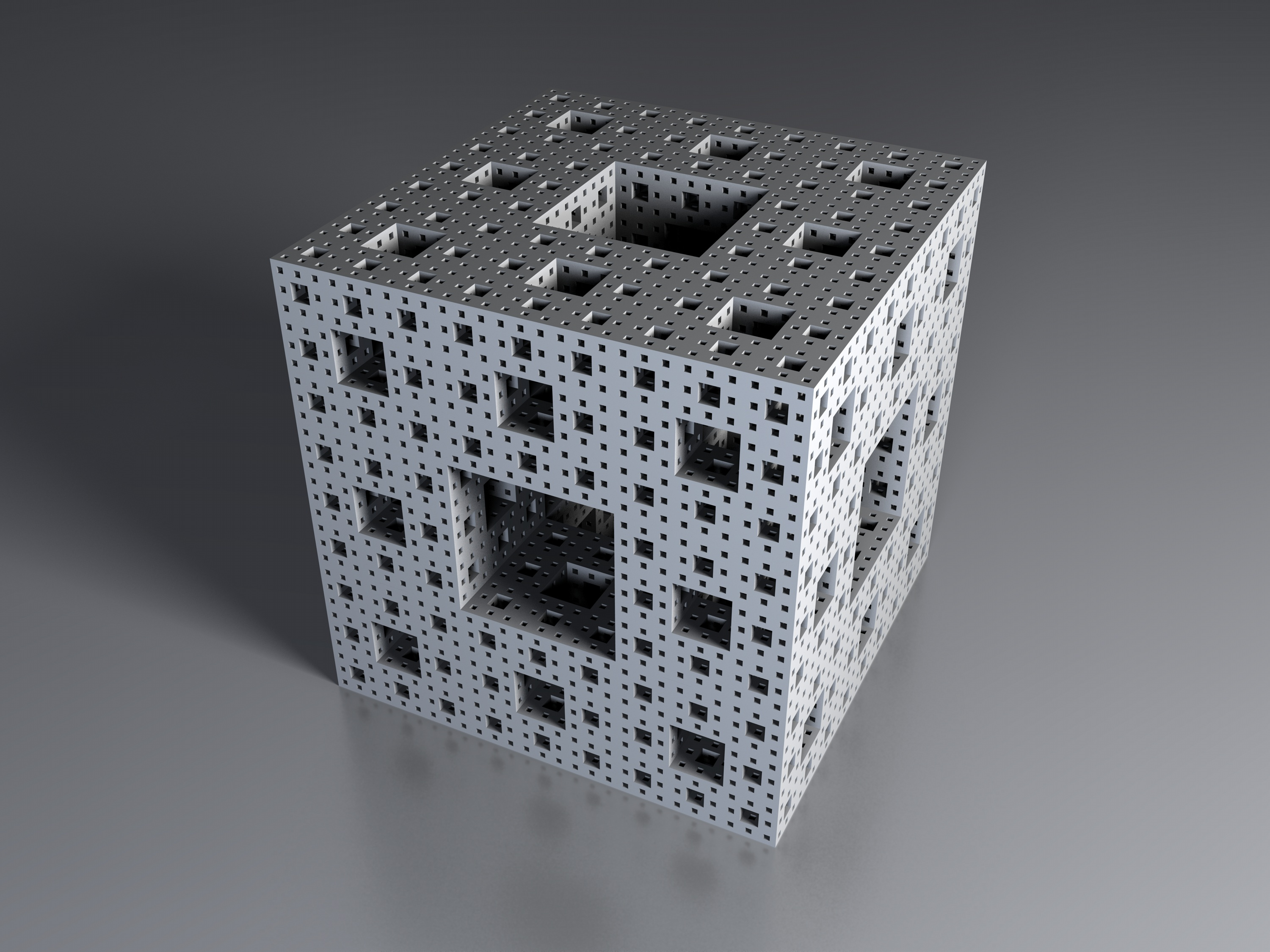
L’« éponge de Sierpinsky-Menger » est un ensemble autosimilaire de dimension supérieure à 2.

Il est le fils de l'économiste Carl Menger,.

## Contributions aux mathématiques

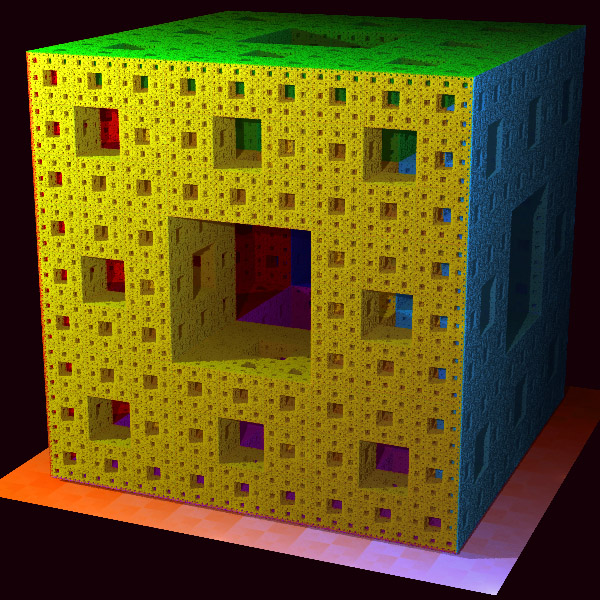
Eponge de Menger

Sa contribution populaire la plus célèbre est l'éponge de Menger (appelée à tort éponge de Sierpinski ), version tridimensionnelle du tapis de Sierpinski. Elle est également liée à l'ensemble de Cantor .
Avec Arthur Cayley, Menger est considéré comme l'un des fondateurs de la géométrie des distances ; en ayant notamment formalisé les définitions des notions d'angle et de courbure en termes de grandeurs physiques directement mesurables, à savoir des rapports de valeurs de distances. Les expressions mathématiques caractéristiques apparaissant dans ces définitions sont les déterminants de Cayley-Menger.